# Bolíviai mókusmajom
A bolíviai mókusmajom (Saimiri boliviensis) a csuklyásmajomfélék (Cebidae) családjába tartozó faj.
Közeli rokona a közönséges mókusmajom (Saimiri sciureus)

## Megjelenése
Testhossza 42 centiméter, farokhossza 35 centiméter, súlya 1 kilogramm.
A bolíviai mókusmajom rövid és tömött szőre a hátán olajbarna színű, hasán sárgás-narancssárgás. Jellegzetes bélyege és fő megkülönböztetője a közönséges mókusmajomtól fején a fekete sapka és arcmaszk.

## Elterjedése
Brazília (Acre és Amazonas államok), Peru és Bolívia trópusi esőerdeiben honos.

## Alfajai
Négy alfaja van.
- Saimiri boliviensis boliviensis
- Saimiri boliviensis peruviensis
- Saimiri boliviensis jaburuensis
- Saimiri boliviensis pluvialis

## Életmódja

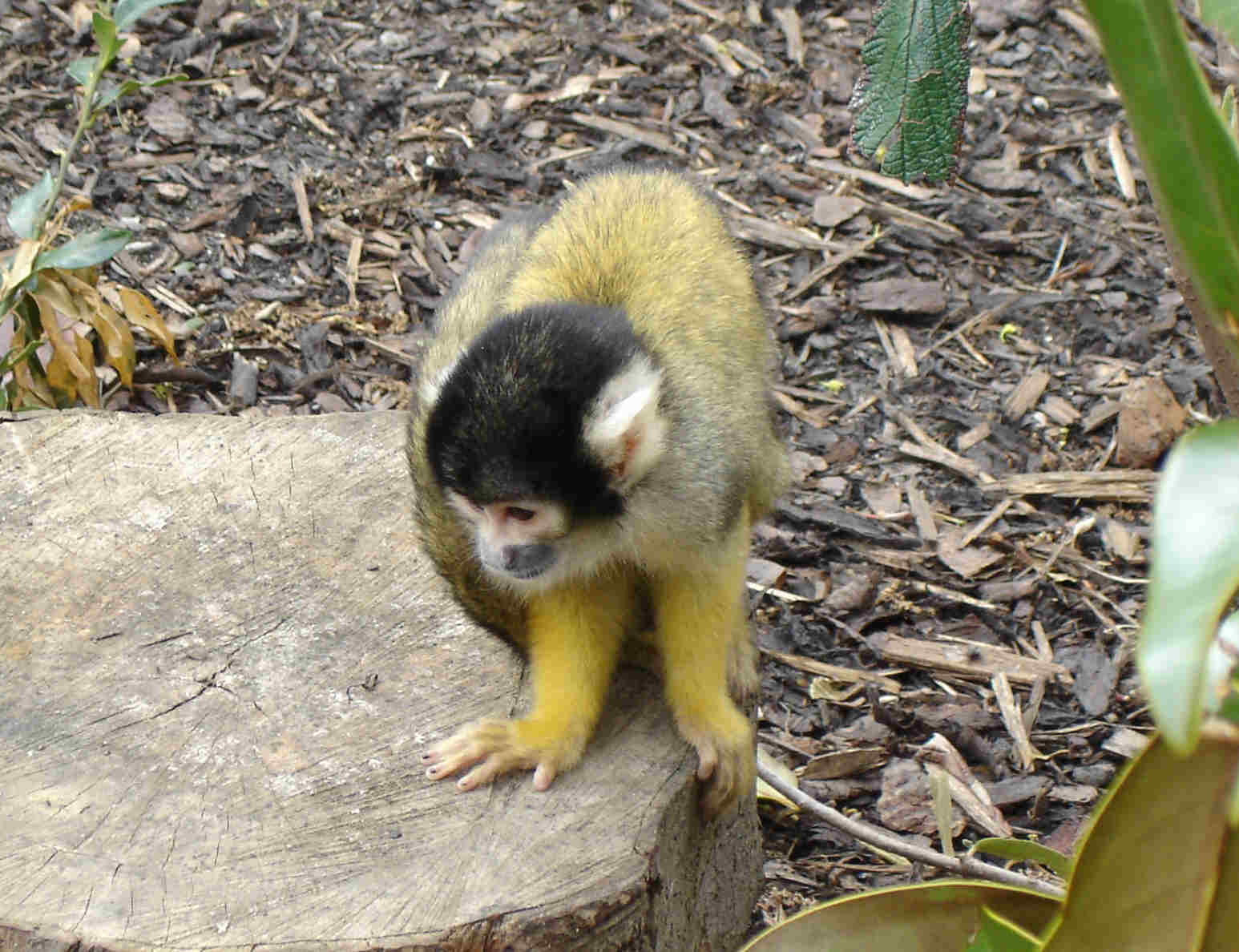

Idejének nagy részét a fák ágai között tölti. Bár hosszú farka van, azt sohasem használja kapaszkodásra, inkább csak egyensúlyozik vele, illetve bizonyos testhelyzetnél támaszkodik rajta. Nyugalmi helyzetben farkát a háta és a válla fölött előrehajlítva tartja. Nagylétszámú, sokszor több száz egyedből álló csoportokat alkot, de e nagy csoportokon belül mindig vannak kisebb, belső csoportok is, amelyeknek az a sajátosságuk, hogy vagy a hím-, vagy a nőivarú egyedek túlsúlyban vannak jelen. Ennek a jelenségnek a magyarázatát még nem fejtette meg a tudomány, hiszen ezek az állatok olyan vidékeken élnek, ahol meglehetősen nehéz a közelükbe férkőzni. Rendkívül sokféle táplálékot fogyasztanak, főként gyümölcsöket és különféle rovarokat is.
Mint a sűrű erdőkben élő állatok többsége, a mókusmajmok is főként hangjelekkel tartják egymással a kapcsolatot. Hangjuk, amely sok szempontból a madárcsicsergésre hasonlít, sokféleképpen variálható. Más-más hangot használnak, ha a talaj felől közeleg a veszély, s más hangot akkor, amikor a levegőből várható támadás.

## Szaporodása

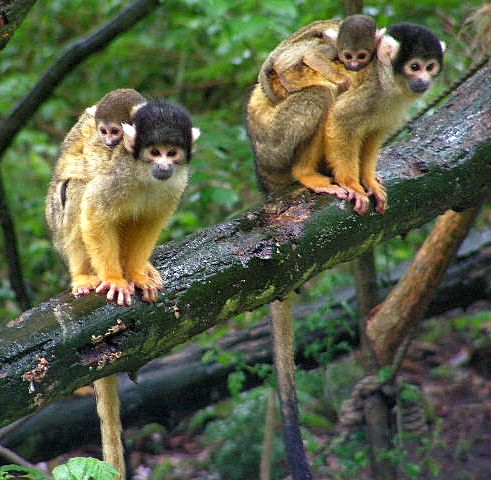

A bolíviai mókusmajom csoportokban él. A csoportok nagysága 50 egyedtől egészen 500 egyedig terjedhet.
A nőstény az esős évszakban hozza világra egyetlen kicsinyét, mintegy 150–170 napos vemhességi idő után.

## Természetvédelmi helyzete
Bár az erdőirtások és a házikedvencnek való illegális vadbefogás ezt a fajt is veszélyezteti, állományai ma még elég nagyok. Emiatt a Természetvédelmi Világszövetség a fajt a „nem fenyegetett” kategóriába sorolta. 
Állatkertekben jóval ritkább, mint a közönséges mókusmajom. Magyarországon több állatkertben is élnek, Veszprémben kilenc, Nyíregyházán hat, Miskolcon pedig egy hím egyed él, a Szegedi Vadasparkban pedig egy kisebb szaporodó kolóniát tartanak.